# Jeremy Michael Ward
Jeremy Michael Ward, född 5 maj 1976 i Fort Worth, Texas, USA, död 25 maj 2003 i Los Angeles, Kalifornien, USA, var ljudeffektsskaparen i den progressiva rockgruppen The Mars Volta. Han var verksam i gruppen från år 2001 till 2003 då han dog av en heroinöverdos.
Många av ljuden på skivan De-Loused in the Comatorium från 2003 är hans verk. Efter Wards död slutade kollegorna i bandet, Cedric Bixler-Zavala och Omar Rodriguez-Lopez att nyttja droger.
Ward var kusin till gitarristen Jim Ward från banden At the Drive-In och Sparta.